# National Gallery Singapore

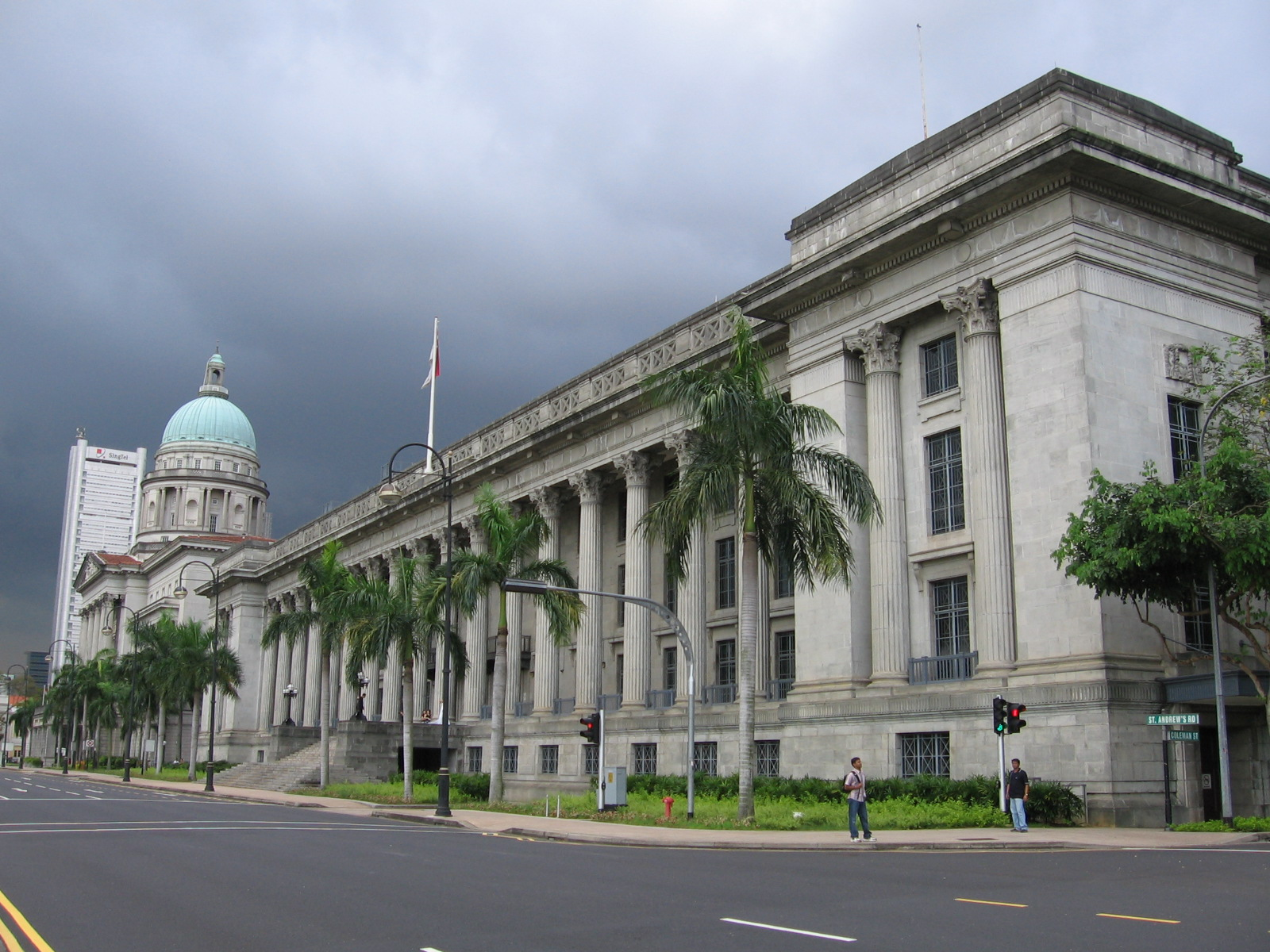
Außenansicht

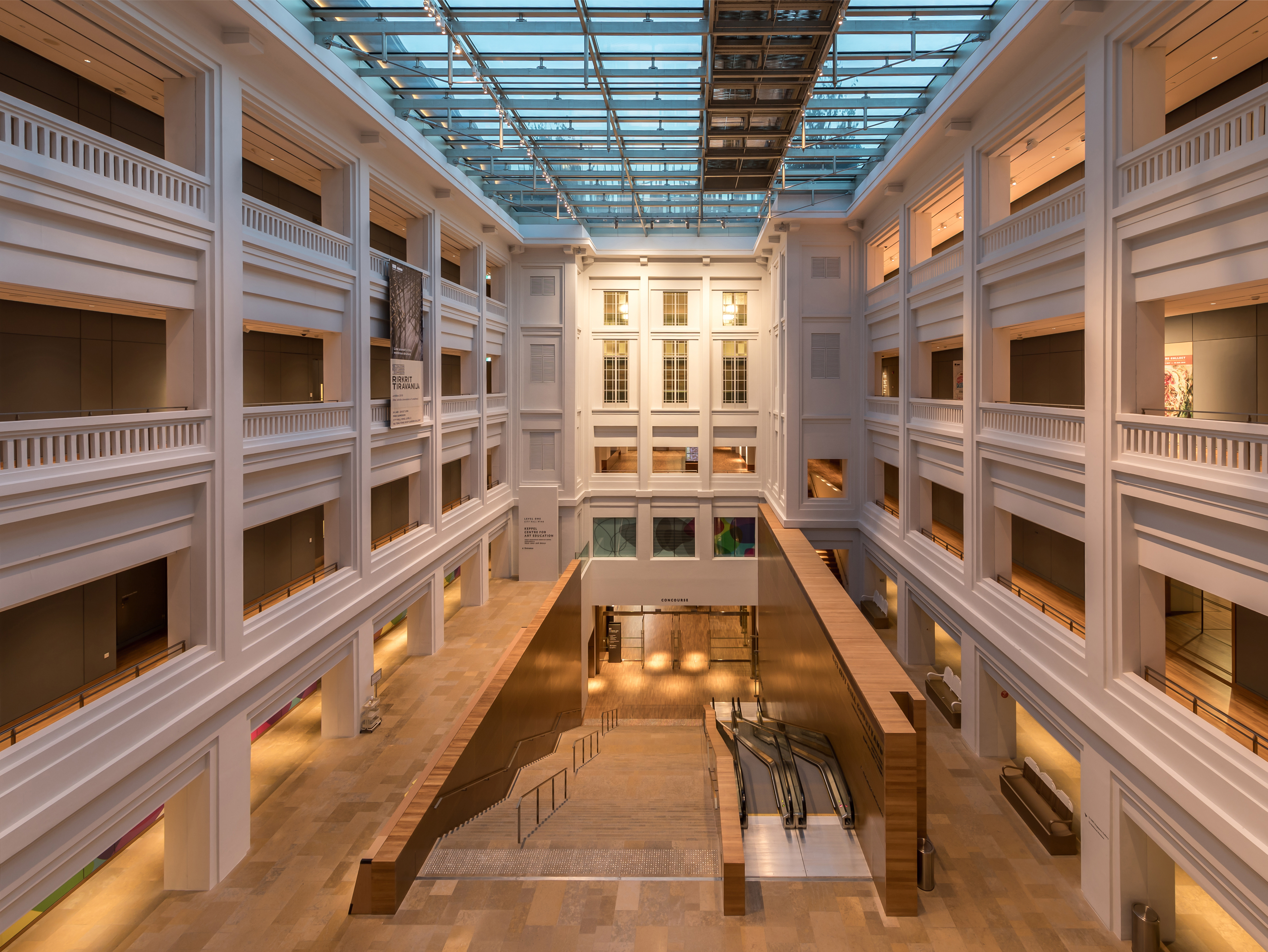
Innenansicht

Die National Gallery Singapore (chinesisch 新加坡国家美术馆; malaiisch Galeri Kebangsaan Singapura) ist ein Kunstmuseum, das sich in der Planungsregion Downtown Core im Zentrum von Singapur befindet. Es wurde am 24. November 2015 eröffnet und beherbergt die weltweit größte öffentliche Sammlung singapurischer und südostasiatischer Kunst mit knapp 8000 Kunstwerken. Ihr Ziel ist es, das Verständnis und die Wertschätzung von Kunst und Kultur durch eine Vielzahl von Medien zu fördern, wobei der Schwerpunkt auf der Kultur und dem Erbe Singapurs und seiner Beziehung zu anderen asiatischen Kulturen und der Welt liegt. 2016 wurde das Museum von ca. 1,6 Millionen Menschen besucht.
Die Galerie befindet sich im Civic District von Singapur. Mit einer Gesamtfläche von 64.000 Quadratmetern ist sie der größte Veranstaltungsort für visuelle Kunst und das größte Museum in Singapur. Die Gesamtkosten für den Bau der National Gallery Singapore beliefen sich auf 532 Millionen Singapur-Dollar.

## Geschichte
Am 21. August 2005 erwähnte Premierminister Lee Hsien Loong den Plan der Regierung, das ehemalige Gebäude des Obersten Gerichtshofs und des Rathauses (City Hall) in eine neue Nationalgalerie umzuwandeln. Für das Projekt war das damalige Ministerium für Information, Kommunikation und Kunst (MICA) zuständig. Im Mai 2008 wurde das Studio Milou Singapore in Zusammenarbeit mit CPG Consultants (Singapur) mit der Planung und dem Bau beauftragt. Die Bauarbeiten an den Baudenkmälern begannen im Januar 2011. Am 24. November 2015 wurde das Museum der Öffentlichkeit zugänglich gemacht.

## Ausstellungen
Die Nationalgalerie zeigt moderne und zeitgenössische Kunst und konzentriert sich auf die Ausstellung singapurischer und südostasiatischer Kunst vom 19. Jahrhundert bis heute. Sie beherbergt zwei ständige Galerien: die DBS Singapore Gallery und die UOB Southeast Asia Gallery. Mit ihrer Sammlung präsentiert die Galerie die Entwicklung der Kulturen Singapurs und der Region und erzählt die Geschichte ihrer sozialen, wirtschaftlichen und politischen Entwicklung.